# Теорема Бёрнсайда
Теорема Бёрнсайда — классическая теорема теории конечных групп.
Теорема была доказана Вильямом Бёрнсайдом  в начале XX века.
Теорема Бёрнсайда долгое время была наиболее известным приложением теории представлений к теории групп.
Доказательство без использования характеров группы было найдено Голдсмитом гораздо позже.

## Формулировка
Пусть группа {\displaystyle G} имеет порядок {\displaystyle p^{a}\cdot q^{b}}, где {\displaystyle p} и {\displaystyle q} — простые числа. 
Тогда {\displaystyle G} — разрешима.

## Замечания
- Из теоремы следует, что каждая неабелева конечная простая группа имеет порядок, делящийся на три различных простых числа.
  - В частности наименьшая неабелева конечная простая группа — знакопеременная группа {\displaystyle A_{5}}  имеет порядок {\displaystyle 60=5\cdot 3\cdot 2^{2}}.

## Схема доказательства Бёрнсайда
1. Используя математическую индукцию, достаточно доказать, что простая группа {\displaystyle G} данного порядка — абелева[3].
2. По теореме Силова, группа {\displaystyle G} имеет либо нетривиальный центр, либо класс сопряженности размера {\displaystyle p^{r}} для некоторого {\displaystyle r\geqslant 1}. В первом случае, поскольку центр является нормальной подгруппой группы {\displaystyle G}, она должна совпадать с центром, а значит являться абелевой. Значит верен второй случай — существует элемент {\displaystyle x} группы {\displaystyle G}, такой что класс сопряжённости элемента {\displaystyle x} имеет размер {\displaystyle p^{r}>1}.
3. Используя свойства ортогональности характеров группы и свойства алгебраических чисел, можно доказать существование нетривиального неприводимого характера {\displaystyle \chi } группы {\displaystyle G} такого, что {\displaystyle |\chi (x)|=\chi (1)}.
4. Из простоты группы {\displaystyle G} следует, что любое комплексное неприводимое представление характера {\displaystyle \chi } верно (или точно), и отсюда следует, что {\displaystyle x} принадлежит центру группы {\displaystyle G}, что противоречит тому, что размер класса сопряжённости больше 1.

## Вариации и обобщения
- Наименьшее простое число в разложении порядка неразрешимой конечной группы, входит в разложение в степени хотя бы 2.